# Conyza primuliflora
Conyza primuliflora là một loài thực vật có hoa trong họ Cúc. Loài này được Cuatrec., Lourteig mô tả khoa học đầu tiên.